# 迷雾 (2017年电视剧)
《迷雾》（英語：The Mist）是一部2017年在Spike开播的美国科幻驚悚电视剧，由克里斯蒂安·托尔佩主创。本剧改编自斯蒂芬·金的同名小说。第一季于2017年6月22日首映，将由十集组成。
全季撥出完畢後因收視表現欠佳，於2017年9月27日，Spike對該電視劇宣布了取消拍攝第二季的計畫。

## 演员

### 主演
- 摩根·斯佩克特 饰 凯文·科普兰[3]
- 艾莉莎·萨瑟兰（英语：Alyssa Sutherland）[3] 饰 伊芙·科普兰
- 古斯·伯尼（英语：Gus Birney）[3] 饰 亚历克斯·科普兰
- Danica Curcic（英语：Danica Curcic）[3] 饰 米亚·兰伯特[4]
- 奥克齐·莫罗[3] 饰 布莱恩·亨特
- 卢克·科斯格罗夫[3] 饰 杰·海丝尔[4]
- 达伦·佩蒂[3] 饰 康纳海丝尔[4]
- 罗素·波斯纳[3] 饰 阿德里安·加夫[4]
- 法蘭西絲·康諾[3] 饰 娜塔莉·瑞雯

### 常设角色
- 丹·巴特勒 饰 罗曼诺夫神父[3][4]
- 小伊西亚·惠特洛克（英语：Isiah Whitlock Jr.） 饰 古斯·布拉德利[3][4]